# Passage du Gué
Passage du Gué är en passage i Quartier de la Goutte-d'Or i Paris artonde arrondissement. Gatan är uppkallad efter en väg som tidigare ledde till ett vadställe (franska: gué). Passage du Gué börjar vid Rue de la Chapelle 79 och slutar vid Rue Pierre-Mauroy.

## Omgivningar
- Saint-Denys de la Chapelle
- Sainte-Jeanne-d'Arc
- Allée Lydia-Becker

## Bilder
| - Gatuskylt. - Saint-Denys de la Chapelle. - Sainte-Jeanne-d'Arc. - Allée Lydia-Becker. |

## Kommunikationer
- Tunnelbana – linje  – Porte de la Chapelle
- Busshållplats Porte de La Chapelle – Paris bussnät

### Webbkällor
- ”Passage du Gué”. Mairie de Paris. https://web.archive.org/web/20160303192332/http://www.v2asp.paris.fr/commun/v2asp/v2/nomenclature_voies/Voieactu/4323.nom.htm. Läst 14 oktober 2023.
- ”Passage du Gué (18ème arrondissement)”. Les rues de Paris. https://web.archive.org/web/20190926215603/http://www.parisrues.com/rues18/paris-18-impasse-du-gue.html. Läst 14 oktober 2023.